# Ragnhild Mowinckel
Ragnhild Mowinckel, nekdanja norveška alpska smučarka, * 12. september 1992.
Nastopala je pod okriljem kluba SK Rival.

## Kariera
Mowinckel se je rodila v mestu Molde, Møre og Romsdal. Leta 2012 je na mladinskem svetovnem prvanestvu osvojila zlato v veleslalomu ter kombinaciji in bron v superveleslalomu. Isto sezono januarja je debitirala v svetovnem pokalu, in sicer v Zagrebu. Prve točke je s 25. mestom osvojila marca v Schladmingu.
Na tekmi v St. Moritzu decembra 2012 je napredovala na 16. mesto v kombinaciji in 19. v superveleslalomu. Februarja 2013 je na svetovnem prvenstvu zasedla 17. mesto v kombinaciji, 27. v smuku in 21. v veleslalomu.
Preboj je dosegla v sezoni 2017/18, ko je osvojila 3. mesto na superveleslalomu v Val d'Isère in 2. mesto na slalomu v Kronplatzu. Na olimpijskih igrah leta 2018 je proti pričakovanjem osvojila dve srebrni medalji v veleslalomu in smuku. Kombinacijo je končala četrta, superveleslalom pa trinajsta. Prvo zmago v svetovnem pokalu je dočakala marca 2018 v veleslalomski tekmi v Ofterschwangu, kjer je prehitela domači up Viktorio Rebensburg.

## Svetovni pokal

### Sezonsko
| Sezona | Starost | Skupno | Slalom | Veleslalom | Superveleslalom | Smuk | Kombinacija |
| ------ | ------- | ------ | ------ | ---------- | --------------- | ---- | ----------- |
| 2012   | 19      | 117    | —      | 51         | —               | —    | —           |
| 2013   | 20      | 84     | —      | —          | 37              | —    | 27          |
| 2014   | 21      | 48     | —      | 28         | 21              | 48   | 13          |
| 2015   | 22      | 32     | —      | 11         | 24              | 32   | —           |
| 2016   | 23      | 36     | —      | 24         | 22              | 31   | 9           |
| 2017   | 24      | 20     | —      | 10         | 20              | 29   | 9           |
| 2018   | 25      | 8      | —      | 4          | 10              | 8    | 15          |
| 2019   | 26      | 5      | 43     | 5          | 4               | 26   | —           |

 Podatki do 2. februarja 2018

### Stopničke
- 1 zmaga – (1 veleslalom)
- 6 stopničk – (4 veleslalom, 2 superveleslalom)

| Sezona | Datum        | Lokacija              | Disciplina      | Mesto |
| ------ | ------------ | --------------------- | --------------- | ----- |
| 2018   | 16. dec 2017 | Val-d'Isère, Francija | superveleslalom | 3.    |
| 2018   | 23. jan 2018 | Kronplatz, Italija    | veleslalom      | 2.    |
| 2018   | 9. mar 2018  | Ofterschwang, Nemčija | veleslalom      | 1.    |
| 2019   | 24. nov 2018 | Killington, ZDA       | veleslalom      | 2.    |
| 2019   | 2. dec 2018  | Lake Louise, Kanada   | superveleslalom | 2.    |
| 2019   | 1. feb 2019  | Maribor, Slovenija    | Veleslalom      | 3.    |

## Svetovna prvenstva
| Leto | Starost | Slalom | Veleslalom | Superveleslalom | Smuk | Kombinacija |
| ---- | ------- | ------ | ---------- | --------------- | ---- | ----------- |
| 2013 | 20      | —      | 21         | DNF             | 27   | 17          |
| 2015 | 22      | —      | 18         | 20              | 25   | 9           |
| 2017 | 24      | —      | 18         | 6               | 20   | 10          |
| 2019 | 26      | —      | —          | 6               | —    | 3           |

## Olimpijske igre
| Leto | Starost | Slalom | Veleslalom | Superveleslalom | Smuk | Kombinacija |
| ---- | ------- | ------ | ---------- | --------------- | ---- | ----------- |
| 2014 | 21      | —      | DNF2       | 19              | 27   | 6           |
| 2018 | 25      | —      | 2          | 13              | 2    | 4           |